# Empoasca ponderosa
Empoasca ponderosa är en insektsart som beskrevs av Delong och Davidson 1935. Empoasca ponderosa ingår i släktet Empoasca och familjen dvärgstritar.
Artens utbredningsområde är Kalifornien. Inga underarter finns listade i Catalogue of Life.